# Dendropsophus berthalutzae
Dendropsophus berthalutzae es una especie de anfibios de la familia Hylidae.
Es endémica de Brasil.
Sus hábitats naturales incluyen bosques tropicales o subtropicales secos y a baja altitud, montanos secos, praderas parcialmente inundadas, pantanos, marismas intermitentes de agua dulce y pastos. Está amenazada por la destrucción de su hábitat natural.